# Ulica Piastowska w Opolu
Ulica Piastowska – ulica w centrum Opola, stanowiąca część jednej z dwóch tras łączących prawobrzeżną i lewobrzeżną część miasta. Rozpoczyna się za mostem Piastowskim. Następnie skręca na południe i biegnie w równolegle do Kanału Młynówka. Kończy się na moście nad kanałem, przechodząc w ulicę Wojciecha Korfantego. Znajduje się przy niej Urząd Wojewódzki miasta Opola oraz Wojewódzka Biblioteka Publiczna.